# Vlad A4
Vladislav Andrejevič Bumaga (rusky Владислав Андреевич Бумага) nebo Uladzislaŭ Andrejevič Bumaha (bělorusky Уладзіслаў Андрэевіч Бумага; * 5. června 1996 Minsk), virtuálně známý jako Vlad A4 (rusky Влад А4) nebo A4, je běloruský youtuber. Je považován za jednoho z nejpopulárnějších rusky hovořících youtuberů.

## Biografie
Narodil se 5. června 1996 do rodiny učitele a inženýra Andreje Bumahy. Většinu svého dětství strávil v mikroregionu Sierabranka.
Devět let se věnoval hokeji. Hrál jako útočník ve sportovní škole pro děti a mládež „Dinamo“ a „Junost“. Jeden rok trénoval v Česku. Po zranění se sportem skončil.

## Kariéra
29. listopadu 2014 vytvořil kanál na YouTube s názvem A4, který se odvíjí od jeho příjmení Bumaga (Бумага), což znamená papír. Stal se slavným v roce 2016 po vydání videa „24 часа в батутном центре“ (24 hodin v trampolínovém centru), kdy se počet odběratelů na kanálu zvýšil z 200 tisíc na 1 milion.
Svou kariéru hudebníka zahájil parodií na píseň „Тает лёд“ od Griby, která získala 35 milionů zhlédnutí. 12. srpna 2018 vydal video „Dad“ a 31. května 2019 vydal další píseň s Katjou Aduškinovou – „Fire“.
V roce 2019 se podle videa YouTube Rewindu umístil na devátém místě mezi nejoblíbenějšími youtubery. Získal dva miliony lajků na videu „Покупаю всё, что ты можешь унести из магаз зиагаз“ (Kupuji vše, co si můžete vzít z obchodu!).
Podle analytického serveru Brand Analytics se v září 2019 stal druhým nejoblíbenějším rusky hovořícím youtuberem. Podle Michaila Byčenka, spolumajitele Media Cube, influencer jako je Vladislav Bumaga vydělává od 10 tisíc do 100 tisíc dolarů měsíčně.
7. února 2020 se stal hostem pořadu Evening Urgant.
Podle běloruských médií je považován za nejoblíbenějšího youtubera v zemi. Podle webu Social Blade od 6. do 13. a následně od 13. do 20. dubna 2020 počet zhlédnutí videí na kanálu A4 překonal švédského youtubera PewDiePie.
Kromě svého hlavního kanálu vytvořil v říjnu 2019 kanál „Головной Рис“ na téma hádanek a v prosinci 2019 pak kanál „A5“.
Je nejpopulárnějším běloruským blogerem na sociální síti TikTok s 11,6 miliony sledujícími.
Podle online publikace SRSLY se v žebříčku populárních bloggerů za první polovinu roku 2020 umístil na třetím místě, za Nasťou Ivleevovou a Oksanou Samoilovou.
V roce 2020 se dostal do hodnocení Forbes „30 nejslibnějších Rusů do 30 let“ v kategorii „Nová média“, ale bez vítězství.
V roce 2020 se jeho společnost „CHETYRECHETYRE“ stala rezidentem Hi-Tech Parku. Společnost vyvíjí software pro analýzu stavu a dynamiky diváckého zájmu na videoplatformách, jako je například YouTube.

## Kontroverze
V roce 2021 jej obvinili američtí youtubeři MrBeast a JustDustin z plagiátorství a z kopírování miniatur a námětů na videa bez svolení autorů původních videí.

## Diskografie

### Minialba
- „Детские песни“ (2020)[17]

### Singly
- „Батя“ (2018)
- „Огонь“ (feat. Katya Adushkina) (2019)
- „Каспер Бой“ (2019)
- „Офишлбывший“ (2019)[18]
- „Песня про осень“ (2019)[18]
- „МАМА ЛАМА“ (2024)